# Casa Bosch
La casa Bosch es un edificio residencial que está situado en la calle Juan Carlos I número 7 de Benicarló (Castellón), de estilo modernista valenciano que fue construido en el siglo XX.

## Descripción
Se trata de un edificio de viviendas entre medianeras, que perteneció a la familia Bosch, por lo que es conocida como Casa Bosch en el que destaca su fachada, uno de los pocos ejemplos del modernismo valenciano en la ciudad. 
En la planta baja se encontraba la entrada con zaguán que llevaba hasta un frondoso jardín posterior desaparecido. Este edificio contaba con tres plantas todas ellas diferentes. Así mismo presenta una gran simetría, dividiéndose la fachada en tres. Los dos cuerpos laterales siguen el mismo desarrollo con dos miradores en la planta noble que continúan en la segunda a modo de balconada. 
El cuerpo central se ordena en la planta baja con un gran portalón de madera, mientras que en las plantas superiores se desarrollan dos balcones con reja de hierro forjado con decoración vegetal muy estilizada. El remate de la fachada es mixtilíneo con tres óculos. La decoración es a base de motivos vegetales estilizados, característicos del modernismo valenciano.